# Јоцо Миљковић
Јоцо Миљковић (Тржић, код Слуња, 15. мај 1920 — Љубљана, 21. јун 1984) био је учесник Народноослободилачке борбе, генерал-мајор ЈНА и народни херој Југославије.

## Биографија
Рођен је 15. маја 1920. у селу Тржић, код Слуња, у сиромашној сеоској породици. Његов отац је умро млад. С 14 година био је најстарије дете од своје десеторо браће и сестара.
До одслужења војног рока, бавио се земљорадњом и ишао на разне сезонске радове; на сечу дрва, косидбу, на рад у каменолому, да би нешто зарадио за себе и своје. С 18 година отишао је у војску, коју је служио у 17. граничној чети, између Дојранског језера и Бјеласице. Ту га је затекла и капитулација Краљевине Југославије 1941. године.
Заробљен је у Кавадарцима и отпремљен у Врање, откуда је успео да побегне. Ишао је шест дана пешице до Ћуприје, а затим у сељачком оделу возом до Београда, и даље до Плашког, одакле је, избегавајући „Мачекову заштиту“ и усташке патроле, пешице дошао кући. Усташе су, већ до тада, из његовог краја похапсили све виђеније Србе. Само је једну ноћ преспавао код своје куће, а затим побегао у оближњу шуму. Повезао се с комунистима свог краја, и помагао им у припремању устанка. Тако се и нашао у првим партизанским акцијама, августа 1941, као борац у партизанском одреду „Тоболић“. У акцији на усташе и жандарме, 27. октобра 1941, код Каменице, тешко је рањен, и био први рањеник-партизан на подручју среза Слуњ. Иако ране нису још зарасле, Јоцо се, већ у јануару 1942, нашао у својој јединици. Убрзо је постао водник вода, затим је заменик командира 3. чете 3. ударног батаљона, командир чете, заменик команданта 4. батаљона, командант Омладинског батаљона „Јожа Влаховић“ у 1. кордунашкој бригади, начелнк штаба 1. кордунашке бригаде, и командант бригаде, до марта 1945, када је отишао у Совјетски Савез, у Официрску школу. Дана 12. маја 1942. године постао је члан КПЈ.
Септембра 1942, као заменик командира чете, с 14 истакнутих бораца водио је борбу код Винице, с Италијанима, где у јуришу убија 89 и заробљава 22 италијанска војника. С 1. кордунашком бригадом учествовао је у борбама на Жумберку и Словенији. У борби за Јастребарско, запалио је железничку станицу, магазине, проналази заточену децу с Козаре, Кордуна и Баније у усташком логору, и учествује у њиховом ослобађању. У октобру 1942, као бомбаш уништио је усташки бункер у Батноги код Цетинграда, и тако омогућио својој јединици да уништи целокупну усташко-домобранску посаду. Поново је био рањен у нападу на непријатељску посаду у Ласињи, и поново се истакао у борби за Крашић. У јануару 1943. иако командир чете, Миљковић је с тешким митраљезом, и на челу митраљеског вода јуришао на путу Драганић — Јастребарско, заједно с командантом батаљона, народним херојем Милошем Кљајићем, на усташко-домобранске снаге, и тако спречио да дођу у помоћ опкољеној усташкој посади у Крашићу. Истакао се и у нападу на непријатељску посаду Драганићи и село Шипак, и у борби с усташко-италијанским тенковима на путу између Драганића и Јастребарског, где је 11 непријатељских тенкова било присиљено на повлачење. У нападу на снажну италијанско-четничку посаду, 2. априла 1943. на Брлогу, на челу своје јединице, Јоцо је у јуришу свладао жичану ограду и уништио посаду у бункеру. Тако је непријатељско упориште, после дводневних жестоких борби, било уништено.
Током рата је завршио Официрску партизанску школу у Швици, у Лици, и постао командант омладинског батаљона „Јожа Влаховић“. У борбама с усташама и домобранима, почетком новембра 1943. Био је тешко рањен у близини Карловца. После лечења, поново се нашао на челу 1. бригаде 8. кордунашке дивизије. Надаље се истакао у борбама на Тројврху, и у Кнеји код Плашког, у нападу на Оштарије, Огулин, Ваганац, Личко Петрово Село и низ других места. У току рата пет пута је тешко и лако рањен. Пет пута је похваљен од виших војних штабова за изузетне подвиге у борбама, и једном на радио-станици „Слободна Југославија".
После ослобођења, Миљковић је био командант бригаде, заменик управника Војно-политичке школе и шеф Војне катедре у Београду, инспектор у инспекцији Генералштаба у ЈНА за пешадију и командант пролетерске бригаде. После завршетка Више војне академије ЈНА, био је командант је 2. пролетерске бригаде и командант 436. граничне бригаде до 1970, када је пензиониран, у чину генерал-мајора ЈНА. Након одласка у пензију, живео је у Вељуну. Умро је 21. јуна 1984. у Љубљани, а сахрањен је у родном месту.
Носилац је Партизанске споменице 1941. и других југословенских одликовања. Орденом народног хероја одликован је 27. новембра 1953. године.